# ニコラス・ボドマン
ニコラス・クリーヴランド・ボドマン（Nicholas Cleaveland Bodman、1913年7月27日 - 1997年6月29日）は、アメリカ合衆国の言語学者。
中国名は包擬古(Bāo Nǐgǔ)。中国語の方言（とくに閩語）とシナ・チベット語族の歴史に関する研究で知られる。

## 生涯
ボドマンはシカゴに生まれた。ハイスクール時代からすでに言語学に関心を持ち、シナ・チベット語族とアサバスカ諸語に関係がある可能性があるというエドワード・サピアの考えについて、サピア本人と手紙を交換している。1935年にハーバード大学に入学したが、1年でやめて欧州各地を旅行した。
1941年に海軍に従軍し、真珠湾で日本軍の暗号解読に従事した。
戦後の1945年にイェール大学に入り直し、レナード・ブルームフィールド、ジョージ・A・ケネディ、羅常培、李方桂らに学んだ。『釈名』を使った漢代中国語の音韻研究で1950年に博士号を取得した。
卒業後はアメリカ合衆国国務省の外務職員局(FSI)に就職した。その間、1951年から翌年にかけてマラヤ連邦のイギリス人警察官のための語学研修所を、1955年には台湾に中国語研修所を設立した。1961年にグッゲンハイム奨励金を得てインド・ネパール・ビルマでチベット・ビルマ語族の諸言語の研究を行った。
1962年にコーネル大学の現代言語学部教授に就任し、中国語とその方言・歴史を教えた。1979年に退官した後も盛んに学術活動を行った。
晩年はアルツハイマー病を長らく患い、1997年にミネソタ州ノースフィールドで没した。

## 業績
ボドマンは外務職員局時代に福建語（閩南語）教育のための教科書を書いた。
- Spoken Amoy Hokkien. Kuala Lumpur. (1955,1958) （全2冊）

漢代の音節頭子音の体系に関する博士論文は、1954年に出版された。
- A linguistic study of the Shih Ming : initials and consonant clusters. Harvard University Press. (1954)

この著書でボドマンは『釈名』の声訓を根拠として大量の子音連結を認めた。
ボドマンはシナ・チベット語との比較によりシナ祖語(Proto-Chinese)を構築した。
- Bodman, Nicholas C (1980). “Proto-Chinese and Sino-Tibetan: data towards establishing the nature of the relationship”. In Frans Van Coetsem, Linda R. Waugh. Contributions to historical linguistics: issues and materials. E.J. Brill. pp. 34-199

また、レプチャ語などのシナ・チベット語族の言語のフィールドワークを行った。
ボドマンの4つの論文が潘悟云・馮蒸によって中国語訳され、『原始漢語与漢蔵語』の題で1995年に中華書局から出版されている（上記シナ祖語の論文を含む）。